# Jean-Jacques Favier
Jean-Jacques Favier (ur. 13 kwietnia 1949 w Kehl, zm. 19 marca 2023) – francuski astronauta.

## Życiorys
Ukończył szkołę w Strasburgu i w 1971 studia inżynieryjne w Narodowym Instytucie Politechnicznym w Grenoble, gdzie w 1977 uzyskał dyplom z zakresu fizyki i metalurgii. Został doradcą dyrektora Centrum Badań Fizyki Materiałowej Francuskiej Komisji Energii Atomowej. 9 września 1985 został wyselekcjonowany jako kandydat na astronautę, później przechodził przysposobienie astronautyczne. Od 20 czerwca do 7 lipca 1996 jako specjalista ładunku odbywał lot kosmiczny w ramach misji STS-78 trwającej 16 dni, 21 godzin i 47 minut. Następnie opuścił NASA.
Stowarzyszenie Uczestników Lotów Kosmicznych (Association of Space Explorers) przyznało mu Universal Astronaut Insignia za lot orbitalny (nr 349).